# Historische Siegel
Historische Siegel ist der Titel einer Briefmarkenserie, die in den Jahren 1984 und 1988 von der Deutschen Post der DDR ausgegeben wurde.
Die in der Schriftart Fraktur gehaltene Beschreibung der Michel-Nummer 3156 hat einen Fehler in der Ausführung: Es wurde das „lange s“ und das „runde s“ verwechselt.

## Liste der Ausgaben und Motive
Legende
- Bild: Eine bearbeitete Abbildung der genannten Marke. Das Verhältnis der Größe der Briefmarken zueinander ist in diesem Artikel annähernd maßstabsgerecht dargestellt. Sollten keine Marken abgebildet sein, liegt es daran, dass das Urheberrecht des Künstlers noch nicht erloschen ist.
- Beschreibung: Eine Kurzbeschreibung des Motivs und/oder des Ausgabegrundes. Bei ausgegebenen Serien oder Blocks werden die zusammengehörigen Beschreibungen mit einer Markierung versehen eingerückt.
- Wert: Der Frankaturwert der einzelnen Marke in Pfennig. Ein „+“ bedeutet, dass es sich um eine Zuschlagsmarke handelt (= Frankaturwert + Spende).
- Ausgabedatum: Das Datum des erstmaligen Verkaufs dieser Briefmarke.
- Auflage: Soweit bekannt, wird hier die zum Verkauf angebotene Anzahl dieser Ausgabe angegeben.
- Entwurf: Soweit bekannt, wird hier angegeben, von wem der Entwurf dieser Marke stammt.
- Mi.-Nr.: Diese Briefmarke wird im Michel-Katalog unter der entsprechenden Nummer gelistet.

| Bild | Beschreibung | Wert | Ausgabe- datum | Auflage    | Entwurf         | Mi.-Nr. |
|      | Historische Siegel (I) Die folgenden vier Marken wurden als Zusammendruck in Viererblockanordnung ausgegeben: - Siegel der Bäcker von Berlin (1442)            | 5    | 7. August 1984 | 3.500.000  | Ekkehart Haller | 2884    |
|      | - Siegel der Wollweber von Berlin (1442) | 10   | 7. August 1984 | 3.500.000  | Ekkehart Haller | 2885    |
|      | - Siegel der Wollweber von Cölln an der Spree (1442) | 20   | 7. August 1984 | 3.500.000  | Ekkehart Haller | 2885    |
|      | - Siegel der Schuster von Cölln an der Spree (1442) | 35   | 7. August 1984 | 3.500.000  | Ekkehart Haller | 2887    |
|      | Historische Siegel (II) Die folgenden vier Marken wurden auch als Zusammendruck in Viererblockanordnung ausgegeben: - Siegel der Sattler von Mühlhausen (1565) | 10   | 22. März 1988  | 26.300.000 | Bobbe           | 3156    |
|      | - Siegel der Fleischer von Dresden (1564) | 25   | 22. März 1988  | 5.800.000  | Bobbe           | 3157    |
|      | - Siegel der Schmiede von Nauen (16. Jahrhundert) | 35   | 22. März 1988  | 5.800.000  | Bobbe           | 3158    |
|      | - Siegel der Tuchmacher von Frankfurt (Oder) (16. Jahrhundert)                                                                                                 | 50   | 22. März 1988  | 4.400.000  | Bobbe           | 3159    |